# Letkés
Letkés est un village et une commune du comitat de Pest en Hongrie.